# Raccomandata Ricevuta di Ritorno
I Raccomandata Ricevuta di Ritorno (spesso abbreviato Raccomandata Ricevuta Ritorno o anche RRR) furono un gruppo di rock progressivo di breve durata originario di Roma.

## Il gruppo
I "Raccomandata Ricevuta di Ritorno" si formarono a Roma nel 1972. Tutti i componenti provenivano da vari gruppi (il cantante Luciano Regoli aveva avuto un'esperienza precedente con i "Bubble Gum" e con "Il Ritratto di Dorian Gray").
La loro musica era un rock progressivo romantico e sinfonico, con influenze jazz e folk (sullo stile dei King Crimson e dei Jethro Tull).
Il loro unico album, Per... un mondo di cristallo fu pubblicato sotto l'etichetta Fonit Cetra nel 1972. Suonarono ai principali festival all'aperto tra il 1972 e il 1973, per poi sciogliersi a causa delle pressioni dovute alla volontà della loro casa discografica di farli partecipare al Festival di Sanremo.
Nel 2010, come anticipato da un comunicato stampa dove Luciano Regoli annunciava l'avvenuta reunion, hanno pubblicato il secondo album Il pittore volante per l'etichetta (BTF/Warner Music), con il nome di La Nuova Raccomandata con Ricevuta di Ritorno.
Al disco hanno preso parte alcuni membri storici come Nanni Civitenga, Roberto Gardin (che sostituì Manlio Zacchia negli anni 70) e Walter Martino (Goblin, Libra), oltre a Claudio Simonetti (Goblin, Ritratto di Dorian Gray) Fabio Pignatelli (Goblin) e ospiti come Lino Vairetti degli Osanna, Nicola Distaso dei Libra Carl Verheyen dei Supertramp e Maurizio Pariotti dei DGM.
La nuova formazione esordisce a novembre 2010 al Festival celebrativo del Progressive Italiano "Prog Exibithions" di Roma, con i membri originali Luciano Regoli, Nanni Civitenga e Walter Martino e vari ospiti tra i quali Claudio Simonetti e Thijs Van Leer dei Focus: l'intera esibizione è contenuta nel cofanetto celebrativo DVD/CD "Prog Exhibition 2010, 40 anni di musica immaginifica".
Dal 2010 al 2013 la NRRR è impegnata in tutta Italia, in una serie di Live promozionali con la riproposizione del repertorio d'origine del 1972, unito alla produzione più recente.
La band si avvale nel tempo della collaborazione di alcuni tra i migliori musicisti del panorama jazz-rock italiano, tra tutti Roberto Pistolesi, Massimo Fumanti, Paolo Mazziotti, Rocco Zifarelli, Bruno Previtali, Andy Bartolucci, Pericle Sponzilli.
Il 28 settembre 2014, in occasione del Progressivamente Festival 2014 di ROMA, la NRRR si esibisce come parte dell'ensemble a nome "P.I.S. - Progressivamente Italian SuperBand" in un concerto caratterizzato dalla presenza di oltre 30 storici membri di band del progressive italiano (tra le quali "I Teoremi","Folks", "Saint Just", "Rovescio Della Medaglia", ecc.).
Il 30 gennaio 2015 per BTF/AMS Vinyl Magics esce il 1° live ufficiale, dal titolo "Nuova Raccomandata Ricevuta di Ritorno/Live in Elba", CD/LP con l'intera registrazione del concerto tenutosi a dicembre 2013 al Teatro Napoleonico dei Vigilanti di Portoferraio. Il live contiene 4 rivisitazioni di brani dal 1º album "Per un mondo di...cristallo" del 1972, 3 tracce dal secondo lavoro "Il Pittore Volante", e 2 cover di classici dell'Hard Rock di stampo propriamente sitxies quali "Baby i'm gonna leave you" dei Led Zeppelin, e "Fire" dei Crazy World of Arthur Brown.
Il 16 marzo 2015, la band in una formazione prettamente acustica, presenta "Live in Elba" al Teatro Agorà 80 di Roma, in una serata che vede la partecipazione di Tito Schipa jr. in qualità di ospite e narratore.
A giugno 2015 fanno il loro ingresso nella formazione Diego Reali (già nel 1997 chitarrista con Regoli, e Pariotti nella band metal-progressive "DGM") ed Emanuele Carradori (ex batterista degli O.R.O).
L'esperienza con Diego Reali si rivela di brevissima durata per divergenze personali: a partire da settembre 2015, la NRRR avvia quindi una collaborazione duratura con Gianluca D'Alessio, chitarrista e insegnante della scena jazz-pop romana, con all'attivo partecipazioni sia al seguito di artisti italiani (O.R.O./Arisa/Nada/Marco Armani), sia di orchestre impegnate in produzioni televisive (Orchestra RAI, Amici, Berliner Sinfonie Orkester, Pieruccio Pirazzoli).
Ad agosto 2017 la band è scritturata per partecipare in Giappone al Festival "The Best of Italian Rock" Part 6: Il 13 agosto si esibisce al Club Città di Kawasaki (TOKYO) con l'antico monicker Raccomandata Ricevuta di Ritorno, assieme ad altre band della scena Progressive anni 70 quali Delirium e Semiramis ottenendo un grande successo anche grazie a una riproposizione fedele dell'intero primo album "Per un...mondo di cristallo" integrata da brani appartenenti al periodo de "Il Pittore Volante".
Nel marzo del 2019 la band, con il ritrovato e antico monicker "Raccomandata Ricevuta Ritorno", annuncia l'uscita del primo lavoro contenente inediti dal titolo "In Rock", per etichetta BTF/AMS, in occasione delle celebrazioni per il decennale del ritorno sulle scene e della pubblicazione de "Il Pittore Volante". Alla batteria trova posto il batterista americano John Macaluso (negli anni '90 già con TNT, Ark, Symphony X, Michael Romeo, e Yngvie Malmsteen).
Alla chitarra la partecipazione di Mario Schilirò, collaboratore ultraventennale di Zucchero Fornaciari e dei migliori autori della musica italiana. 
L'album su formato vinile contiene brani scritti da Maurizio Pariotti e Luciano Regoli, su tutti gli inediti OscuraMente, Frammenti di Vita, Il Momento Supremo, ed una cover della celebre "Mr. Crowley" di Ozzy Osbourne nel 1980. "In Rock" è stato pubblicato il 13 aprile 2019, in occasione dell'evento indie denominato "Record Store Day 2019".

## Formazione originale
- Luciano Regoli: voce, chitarra acustica
- Nanni Civitenga: chitarra acustica, elettrica, 12 corde
- Stefano Piermarioli: tastiere (pianoforte, organo Hammond C3, piano chiodato)
- Francesco Froggio Francica: batteria, percussioni
- Manlio Zacchia: basso, contrabbasso
- Damaso Grassi: sax tenore, flauto traverso.

## Formazione (tratta da "IN ROCK", 2019)
- Luciano Regoli - voce
- Nanni Civitenga - basso elettrico, chitarre acustiche
- John Macaluso - batteria & percussioni
- Lorenzo Milone - chitarra elettrica
- Maurizio Pariotti - tastiere, pianoforte e programmazioni
- Alessandro Tomei - flauto traverso e sax tenore

## Discografia
Album in studio
- 1972 - Per... un mondo di cristallo
- 2010 - Il pittore volante
- 2019 - In Rock
- 2025 - In fuga

Singoli
- L'Ombra/Immagini, Sogno e Realtà

Live
- 2015 - Live in Elba